# Пікнік біля Навислої скелі (фільм, 1975)
«Пікнік біля Навислої скелі» (англ. Picnic at Hanging Rock) — австралійський фільм, містична драма, що вийшла на екрани в 1975 р., знята режисером Пітером Віром за мотивами однойменного роману Джоан Ліндсі (1967). У фільмі розповідається про таємниче зникнення на Навислій скелі в штаті Вікторія трьох дівчат і їхньої вчительки математики. Загадкові події, що нібито відбулися в останній Валентинів день XIX століття, залишені у фільмі без пояснення; вони породили безліч припущень та інтерпретацій. Прем'єра «Пікніка біля Висячої скелі» відбулася в Аделаїді 8 серпня 1975 року. Це перший австралійський фільм, який мав гучний успіх за кордоном. Після його виходу фахівці заговорили про виникнення «австралійської нової хвилі».
Для створення особливої психологічної атмосфери Пітер Вір вимагав від акторів, щоб вони не моргали в кадрі, експериментував зі звуками і ракурсами, з яких велося знімання, а також збільшував кадрову частоту з 24 до 32 і навіть 43 кадрів в секунду. Широке визнання отримала операторська робота Рассела Бойда. Нечітке фокусування об'єктива надає образам щось сновидне, мовби натякаючи на те, що видиме на екрані не завжди відповідає дійсності. Фільму передують знамениті рядки Едгара По — «Що ми бачимо і що бачать в нас є тільки сон і сон всередині іншого сну».

## Сюжет
У коледжі для дівчаток під Мельбурном настає день святого Валентина — останній у XIX столітті. На дворі 1900 рік. Господиня школи, вдова місіс Еппльярд з англійського Борнмута, тримає своїх вихованок в їжакових рукавицях. Дівчата туго затягнуті в корсети, всю їхню поведінку строго підпорядковано кодексу громадської пристойності вікторіанського часу. Вони потай закохуються одна в одну і в своїх викладачок. За відсутності поблизу протилежної статі дівчата дарують одна одній валентинки з власними віршами («Люблю тебе за гордий вигляд і за піднесеність душі…»)

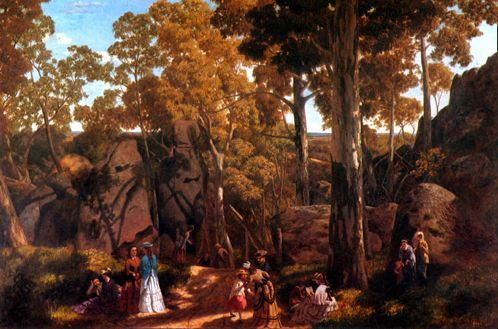
Вільям Форд. «Пікнік біля Висячої скелі» (1875).

У день святого Валентина дівчатам дозволено вирушити на пікнік до Висячої скелі — геологічного дива, стометрового виступу вулканічної породи, вік якого налічує мільйон років. У дорозі їх супроводжують наставниці — молода француженка мадемуазель Пуатьє (яка викладає дівчаткам танці) і манірна немолода вчителька математики, міс Макгро. Місіс Еппльярд забороняє поїхати на пікнік одній із вихованок, Сарі. Вона залишає сироту разом з собою в коледжі, наполягаючи, щоб дівчина визубрила вірш «кращої поетеси нашого часу», Феліції Гіменс. Сара відчуває напад неясної тривоги: її найближча подруга, Міранда, вранці попередила її про те, що скоро їм доведеться розлучитися назавжди: «Скоро мене тут вже не буде».
Прибувши до місця призначення, дівчата розташовуються біля схилу стародавньої скелі. Міранда розрізає святковий торт у формі серця. Решта, ніжаться під південним сонцем в оточенні квітучої рослинності, декламують сонети Шекспіра і розглядають репродукції Боттічеллі. Рівно опівдні у міс Макгро і кучера зупиняються стрілки годинників. Вчителька списує це на вплив природного магнетизму. Поки іншими опановує дрімота, троє дівчат — Міранда, Ірма і Меріон — вирушають на прогулянку по скелі. За ними ув'язується повна, негарна і недалека Едіт, яка на декілька років молодша.
За тим, як дівчата перестрибують через струмок, з цікавістю спостерігають двоє молодих людей. Це джентльмен Майкл і кучер Альберт, що перебуває на службі у його дядька, полковника Фіцгуберта. Останній разом з дружиною теж вибрався на природу і дрімає на деякому віддаленні. Заінтригований дівчатами, Майкл схоплюється на ноги і прямує слідом за ними, нібито на прогулянку околицями. Між тим школярки піднімаються на значну висоту, звідки нерухомі Фіцгуберти здаються їм схожими на мурах. «Як багато в світі бездіяльних людей! — розмірковує вголос одна з них. — Можливо, вони виконують якусь функцію, яка невідома їм самим».
З дівчатами починають відбуватися дивні речі. Вони то скидають з себе панчохи, то припадають всім тілом до скелястої породи. На Едіт нападає раптова втома, і вона не бажає йти за іншими. Міранда вимовляє загадкові слова: «Все починається і закінчується в строго визначений час». Подруги зникають в ущелині скелі, а Едіт, видавши дикий крик, кидається назад. Як вона пізніше розповість поліцейському, по дорозі їй зустрілася міс Макгро, яка йшла в тому ж напрямку, що і троє дівчат. На ній не було спідниці. Про цю деталі Едіт розповідає пізніше на вушко мадемуазель Пуатьє: «Це дуже непристойно! На міс Макгро були тільки трусики!»
У кабінеті місіс Еппльярд годинники б'ють восьму годину вечора — час вечері. Вихованки повинні були давно повернутися, однак їх все ще немає. Самовпевнена господиня навчального закладу помітно нервує. Нарешті з нічного мороку виникає візок з дівчатами, які плачуть. Як вдається зрозуміти з плутаної розповіді кучера, під час пікніка безслідно пропали Міранда, Ірма і Меріон, а також міс Макгро. У наступні дні скелю ретельно прочесали, проте пошуки зниклих не увінчалися успіхом. Місцевий поліцейський, як і всі навколо, підозрює, що сталося викрадення і зґвалтування. Місіс Еппльярд побоюється за репутацію свого закладу, передчуваючи його швидкий крах.
Юний Майкл не перестає думати про Міранду, яка час від часу ввижається йому у вигляді лебедя в саду. Він вирушає на скелю, щоб продовжити пошуки. В полуденну спеку на нього нападає та ж загадкова втому, що й на дівчат. Він пересувається по скелі поповзом. Знерухомленого юнака, на його щастя, рятує Альберт, який йшов за ним. За клаптиком білої тканини, стиснутим у руці Майка, вдається відшукати і знесилену Ірму. Її відправляють на поправку в будинок Фіцгубертів. Там вони з Майком зближуються і проводять багато часу вдвох. За словами Ірми, вона не пам'ятає, що сталося на скелі з нею і її подругами, проте в це мало хто вірить.
Слідом за Ірмою школу з недоброю славою залишають й інші учениці. Фінансові труднощі призводять до того, що починають звільнятися і викладачки. Весела й світла раніше школа занурюється в темряву. Місіс Еппльярд не знаходить собі місця: вдень розганяє репортерів, які обсіли коледж, а вечорами заливає негаразди вином. Вона приймає рішення виключити зі школи тих дівчат, чиї опікуни затримують плату. Жертвою цього рішення стає Сара, яка після зникнення Міранди чахне з туги і самотності. Іноді вона згадує про іншу близьку їй людину — брата на ім'я Берті, з яким вона разом жила в притулку.
Одного разу вночі Альберту приснився сон, в якому його сестра Сара прийшла, щоб попрощатися з ним. Вранці її тіло знайшли у шкільній оранжереї. Вона чи то випала з вікна коледжу, покінчивши життя самогубством, чи то була виштовхнута з нього директоркою, що напилася до нестями. (Друга версія вірогідніша, оскільки місіс Еппльярд запевняє оточуючих, ніби бачила, як Сару рано вранці відвіз зі школи опікун). У чорному вбранні, з опущеною чорною вуаллю і стисненими губами стоїть вона за своїм столом, коли камера завмирає на її обличчі. Закадровий голос повідомляє, що місіс Еппльярд загинула 27 березня, зірвавшись з Висячої скелі, ймовірно, при спробі піднятися на неї. Зниклих дівчат так і не було знайдено. Їхня доля залишилася для всіх загадкою.

### Літературне першоджерело
Фільм знятий за однойменним романом австралійки Джоан Ліндсі (1896—1984), який побачив світ у 1967 році і залишається донині єдиним широко відомим твором письменниці. Він написаний тягучою старомодною мовою, яка відлякала деяких читачів. Книгу звинувачували в затягнутості, банальності і снобізмі. Розгадка зникнень на Висячій скелі в ній відсутня (нібито з тієї причини, що останню главу Ліндсі вирішила вилучити з друкованої версії роману), однак у тексті містяться натяки на те, що скеля являє собою портал в інший вимір, свого роду машину часу.
Можливо, щоб привернути увагу до «Пікніка», Ліндсі стверджувала, що сюжет книги засновано на реальних подіях її юності, яку вона провела в школі для дівчаток в околицях Мельбурна. Однак, книга не мала великого успіху. Роман був спеціально перероблений на сценарій Кліфом Гріном, причому, переносячи події на екран, Пітер Вір вирішив не в усьому дотримуватися вказівок сценариста. Лише після виходу на екрани фільму Віра книга знайшла друге життя і стала бестселером. Натовпи туристів кинулися до Висячої скелі, ставши джерелом чималих прибутків для місцевих жителів.

### Можливі розгадки
Вихід фільму настільки підвищив загальний інтерес до подій на Висячій скелі, що Івонна Руссо опублікувала в 1980 році книгу «Вбивства на Висячій скелі» (англ. The Murders of Hanging Rock), в якій перерахувала дев'ять можливих розгадок — від банальної втечі дівчат з обридлого їм коледжу до їх викрадення інопланетянами. Зокрема, обговорювалася можливість того, що дівчата потрапили в засідку сексуального маніяка або маніяків. Це найочевидніше пояснення, яке насамперед спадає на думку місіс Еппльярд. В одному з пізніх інтерв'ю Вір наводить інше раціональне тлумачення подій на скелі: дівчата провалилися в одну з печер настільки глибоко, що за наявних на початку століття засобів порятунку виявити їх там було неможливо. Спроби раціоналізації подій спростовуються тим, що сталося на скелі з Майком.
У тому ж інтерв'ю Вір описує скелю як «щось на кшталт Бермудського трикутника», де в звичну реальність вторгається інший вимір. Червона хмара, яка бачила Едіт над скелею, за словами Віра, типова для проявів геомагнітних аномалій «в Перу й в інших місцях». Інколи її поява супроводжується «дощем з каменів». В якості джерела інформації він посилається на компіляцію повідомлень про такі події, яку склав такий собі Чарлз Форд.
За словами Віра, будь-яке пояснення подій на скелі, чи то раціональне, чи містичне, швидше збіднює ефект розповіді, бо впирається у щось банальне: «У дитинстві я любив „Шерлока Холмса“, але пам'ятаю, як мене розчаровували елементарні пояснення складних таємниць. Мене завжди більше зачаровує сама таємниця, ніж можливі її пояснення» Він застерігав Ліндсі від публікації останнього розділу роману: «Не розкривайте свій секрет. Не в розгадці справа».
Тільки через 20 років після виходу книги (і вже після смерті письменниці) відсутній розділ було видано під назвою «Секрет Висячої скелі» (англ. The Secret of Hanging Rock). Зникнення дівчат у ній пояснювалося паранормальною активністю. Не без допомоги міс Макгро вони потрапили у «дірку в просторі» (англ. a hole in space) або «викривлення часу» (англ. time warp), а скинуті ними корсети так і залишилися висіти в повітрі. При цьому з Мірандою, Маріон і Макгро відбулася метаморфоза: вони перетворилися на ящірок. Ірма не змогла переміститися зі скелі, оскільки портал зачинився прямо перед нею.

### Загадка без розгадки
У фільмі загадка Висячої скелі не має розв'язку, і в цьому майже всі критики бачать його перевагу. Newsweek пише про те, що фільм цілком складається з дороговказних ниток, що розбурхує глядацьку уяву. Для Дж. Берардінеллі це фільм не про те, що насправді сталося з дівчатами, а про поліваріантність того, що могло з ними статися. Він відносить «Пікнік» до тих рідкісних випадків, коли відсутність катарсису доповнює і підсилює художній ефект. «Якби тут було дано ключ до розгадки, з фільму вийшов би пересічний детектив», — вторить колегам Роджер Еберт.
Зв'язки між подіями і персонажами, на які є натяки по ходу дії (наприклад, надія на возз'єднання Сари з Берті), залишені завислими в повітрі («ефект Зейгарнік»). Як підсумовує Мюррей, фабульна частина фільму дає глядачеві тільки «черепки сенсу»: будь-яка спроба зібрати цей пазл приречена на невдачу через відсутність тих чи інших елементів. Жодне прочитання показаних подій не гарантує стовідсоткового пояснення всіх загадок. Герметичність загадки змушує шукати розгадку в самій атмосфері, яка склалася в коледжі:
Злочинець, якщо він тут взагалі був, — це суспільство. Для Віра байдуже, ховався серед скель сексуальний маніяк чи власні пригнічені імпульси дівчат призвели до акту істеричного самознищення. Важливим є те, що психологічний гніт дійсно існував і що він не був вигаданий самими жертвами.— Річард Шикель, Time

## Успіх у глядачів і критики
«Пікнік біля Висячої скелі», як проєкт значною мірою некомерційний, знімався за участі держави в особі Австралійської комісії з кіно. Його бюджет склав менше мільйона доларів, однак за австралійським мірками 1970-х це були значні кошти. Прем'єра відбулася в Аделаїді 8 серпня 1975 року. Протягом 1976 року відбувалися фестивальні покази «Пікніка» у Таорміні (липень), Монреалі (серпень) і Чикаго (листопад). У жовтні 1976 року «Пікнік» з успіхом йшов у Британії. Зрештою, права на показ фільму були придбані 37 країнами. Він отримав премії Британської кіноакадемії і Американської академії фантастичних фільмів і фільмів жахів за кращу операторську роботу. На першу премію номінувалися також художник-костюмер і звукорежисер фільму, на другу — сценарист Грін Кліфф.
Американська публіка виявила до «Пікніка» менше інтересу, ніж європейська. Тільки після комерційного і критичного успіху наступної роботи П. Віра, апокаліптичного трилера «Остання хвиля» (1977), «Пікнік біля Висячої скелі» було випущено в американський прокат. Це сталося в лютому 1979 року. Костюмна стрічка з мінімальним розвитком дії, будучи позбавлена звичної гостросюжетності, не стала подією в прокаті, внаслідок чого в епоху відеокасет фільм став рідкістю, доступною в США дуже небагатьом кіноманам. В СРСР прем'єрний показ відбувся з десятирічним запізненням — на Московському кінофестивалі 1989 року. В Австралії фільм стабільно мав успіх і став сприйматися як національне надбання, як перший в історії країни фільм міжнародного рівня. Кожен Валентинів день проходять покази на свіжому повітрі для туристів, які зібралися біля підніжжя Висячої скелі.

### Режисерська версія
У листопаді 1998 року в рамках проєкту Criterion на DVD було випущено перемонтовану (або режисерську) версію «Пікніка біля Висячої скелі». На відміну від більшості режисерських версій фільмів, оновлений «Пікнік» не став довшим за хронометражем, навіть навпаки. Пітер Вір вирізав з нової версії приблизно шість хвилин екранного часу:
- на початку фільму — невеликий фрагмент, що натякає на особливу близькість Пуатьє зі зниклими дівчатами;
- початкові підозри Альберта щодо того, що Майк пішов за дівчатами на скелю і якимось чином був причетний до їх зникнення;
- зайві подробиці перебування Ірми в будинку Фіцгубертів, її одужання і зближення з Майком;
- скорочено сцену в церкві;
- з кінцівки фільму випав звук розбиваного скла в ніч загибелі Сари і сцена, в якій місіс Еппльярд намагається замести сліди злочину в її кімнаті вранці[20].

Замість виключених сцен було додано кілька фраз, якими обмінюються Майк і Альберт, і зовсім короткий епізод: репортер намагається сфотографувати коледж місіс Еппльярд, але наштовхується на опір його керівниці.
Сенс змін полягав у тому, щоб відсікти розповідні лінії, що розсіюють увагу глядача, зробивши розповідь ще лапідарнішою і послідовнішою. Ніч смерті Сари у новій версії супроводжується мертвою тишею, що, на думку Райнера, перетворює її загибель у «безплотну, трансцендентну зміну, майже таку ж незбагненну, як і зникнення на скелі», зберігаючи разом з тим певні натяки на провину місіс Еппльярд у події.